# Споменик пилотима у Београду
Споменик пилотима браниоцима Београда је споменик у Београду. Налази се на Земунском кеју поред хотела „Југославија” у општини Земун.

## Подизање и изглед споменика
Споменик је подигнут у част 11 погинулих пилота који су били део Југословенског краљевског ратног ваздухопловства, а страдали су током Априлског рата. Страдали пилоти су Милош Жунић, Живица Митровић, Михо Клавора, Јован Капешић, Душан Борчић, Добрица Новаковић, Бранислав Тодоровић, Милутин Петров, Карло Штребенек, Владимир Горуп и Миливоје Бошковић.
Споменик је откривен 6. априла 1997. године. Израђен је од бронзе и камена, висине 8 метара, а његов аутор је вајар Миодраг Живковић. Апстрактна скулптура по речима њеног аутора представља пилоте који својим телима пробијају гранитни блок. У марту 2019. године са споменика су украдена брозана слова, а на обележје су поново постављена наредног месеца. Споменик је оскрнављен и 2022. године.